# Gli occhi della mummia
Gli occhi della mummia (Die Augen der Mumie Ma) è un film muto del 1918 diretto da Ernst Lubitsch.

## Trama
In Egitto, Wendland, un giovane pittore, vuole a tutti i costi vedere una mummia che terrorizza tutti quelli che vanno a visitare la sua tomba. Dalle bende, sembra che due occhi vivi scrutino i visitatori. Wendland scopre, però, il trucco: dietro a un muro forato, si nasconde una ragazza. Innamoratosi di lei, il pittore la porta via dall'Egitto, sfuggendo agli inseguitori lanciati sulle loro tracce da Radu, un sacerdote fanatico. In Germania, i due si sposano: dietro suggerimento di un amico, il principe Hohenfels, Wendland fa debuttare la moglie in uno spettacolo di danze sacre. Mara diviene la sua modella e il pittore espone in pubblico i quadri con la sua immagine. Radu ritrova la ragazza che gli era sfuggita in Egitto e cerca di ucciderla.

## Produzione
Il film fu prodotto dalla Projektions-AG Union (PAGU).

## Distribuzione
In Germania, il film uscì in prima a Berlino, presentato il 3 ottobre 1918, distribuito dalla Universum Film (UFA). Nel 1922, la Paramount Pictures lo distribuì negli Stati Uniti con il titolo The Eyes of the Mummy.
Una copia della pellicola di 55 minuti, con i sottotitoli in originale, è conservata negli archivi della Cineteca Italiana.
In DVD, il film uscì nel 2002, distribuito dalla Grapevine e, nel 2006, dall'Alpha Video.
Nel 2010, la pellicola è stata proiettata al Festival di Locarno, nell'ambito di una retrospettiva dedicata a Lubitsch.